# Nicolette Kressl
Nicolette Kressl (* 29. Oktober 1958 in Heilbronn) ist eine deutsche Politikerin (SPD). Sie war von 1994 bis 2012 Mitglied des Deutschen Bundestages und von 2007 bis 2009 Parlamentarische Staatssekretärin beim Bundesminister der Finanzen. Von 2012 bis 2019 war sie Regierungspräsidentin des Regierungsbezirks Karlsruhe.

## Leben und Beruf
Nach dem Abitur absolvierte Nicolette Kressl ein Studium an der Berufspädagogischen Hochschule Stuttgart (heute Universität Hohenheim). Nach dem ersten und dem zweiten Staatsexamen arbeitete sie als Lehrerin an einer Berufsschule für Bäcker und Konditoren. 

## Partei
Nicolette Kressl ist seit 1984 Mitglied der SPD und gehörte zeitweise dem Landesvorstand sowie dem Präsidium der SPD in Baden-Württemberg an.

## Abgeordnete
Von 1994 bis zu ihrer Mandatsniederlegung zum 1. Juni 2012 war sie Mitglied des Deutschen Bundestages. Sie vertrat den badischen Wahlkreis 273 Rastatt (Landkreis Rastatt/Stadtkreis Baden-Baden). Sie gehörte dem Netzwerk Berlin an.
Von Mai 1999 bis Oktober 2002 war sie stellvertretende Sprecherin der Arbeitsgruppe „Finanzen“ der SPD-Bundestagsfraktion. Im Oktober 2002 wurde sie zur stellvertretenden Vorsitzenden der SPD-Bundestagsfraktion für die Bereiche Familie, Senioren, Frauen und Jugend sowie Bildung und Forschung gewählt. Dieses Amt hatte sie bis zu ihrer Ernennung als Staatssekretärin im Bundesministerium der Finanzen inne. Im November 2009 wählte die SPD-Bundestagsfraktion Kressl zu ihrer finanzpolitischen Sprecherin.
Nicolette Kressl ist stets über die Landesliste Baden-Württemberg in den Bundestag eingezogen.

## Öffentliche Ämter
Am 17. November 2007 wurde Nicolette Kressl als Nachfolgerin von Barbara Hendricks zur Parlamentarischen Staatssekretärin beim Bundesminister der Finanzen berufen (Kabinett Merkel I). Nach der Bundestagswahl 2009 und dem folgenden Regierungswechsel schied Kressl im Oktober 2009 aus dem Amt. Zum 1. Juni 2012 wurde Kressl Nachfolgerin von Rudolf Kühner im Amt des Regierungspräsidenten im Regierungspräsidium Karlsruhe in Baden-Württemberg. Mitte Februar 2019 beantragte sie die Versetzung in den einstweiligen Ruhestand. Ihr folgte die CDU-Landtagsabgeordnete Sylvia Felder.

## Ehrungen
- 2013: Verdienstkreuz am Bande der Bundesrepublik Deutschland.[8]